# Kinepolis Utrecht City
Kinepolis Utrecht City, voorheen Wolff City, is een bioscoop in Utrecht.
Het gebouw, op de hoek van de Drift en Voorstraat, werd na een grootschalige verbouwing ter huisvesting van deze bioscoop geopend op 18 januari 1936. De architecten N. Andriessen en J. van der Weele verzorgden het ontwerp in de stijl van de nieuwe zakelijkheid/het nieuwe bouwen. Kenmerkend waren de golvende geometrische belijning en het gebruik van gestucte buitenwanden in een zachte pasteltint of gebroken wit. In deze jaren wilde een exploitant dat zijn bioscoop allure en luxe uitstraalde. De hoofdfilm tijdens de opening was de operettefilm van Ralph Benatzky, "Im weißen Rößl" van Karel Lamač met als sterren Christl Mardayn, Hermann Thimig en Theo Lingen.
Het gebouw was oorspronkelijk het voormalige feestgebouw De Plompetoren waarin in 1925 via een ingrijpende verbouwing van buiten en restyling van binnen een vertoningszaal met meer dan 700 zitplaatsen in oorspronkelijk negen rangen gerealiseerd werd. De oorspronkelijke prijzen liepen op van dertig cent tot één gulden. Vooraan in de zaal was het het goedkoopst en naar achteren werd het wat duurder, oplopend van parterre naar parket, stalles, fauteuil en zaalloge. Als bioscoop werden er lang de grote films en ook een aantal premières vertoond.
In 1978 werd de bioscoop wederom van binnen gerenoveerd. Er werden drie zalen gecreëerd. De oude benedenzaal bleef onder de naam City bekend en het voormalige balkon werd opgedeeld in twee kleinere zalen waarin onder de naam Movies kleinere kwaliteitsprodukties bekeken konden worden. 
In 2001 werd de bioscoop aangewezen als rijksmonument. Tot 2014 was de exploitant van de bioscoop de Wolff Cinema Groep. In juni 2014 nam Kinepolis de Wolff Groep over.